# Synclerostola blancasi
Synclerostola blancasi är en fjärilsart som beskrevs av Köhler 1966. Synclerostola blancasi ingår i släktet Synclerostola och familjen nattflyn. Inga underarter finns listade i Catalogue of Life.